# 태광산업
태광산업(泰光産業)은 석유화학 부문과 섬유 사업을 영위하는 코스피 상장 기업이다. 석유화학 부문에서는 PTA, 프로필렌, AN 등을 생산하며 섬유 부문에서는 원사 및 직물 등을 생산한다. 부수적으로 임대사업도 하고 있으며 종속회사를 통하여 방송통신사업도 영위한다. 매출구성은 제조 및 임대 73%, 방송통신 36%, 연결조정 -9% 등으로 이루어진다.
섬유와 석유화학공장 등이 수직계열화를 구축하여 일괄생산이 가능한 기업이다. 매출 구성은 화학 및 섬유 제조업과 임대에서 70% 가량이, 그리고 방송통신사업에서 30% 가량이 나온다. 매출액은 매분기 7,000억대에서 8,000억대에 달하며, 순이익 규모도 매출액 대비 크지는 않으나 평균 200억 이상으로 매분기 흑자를 기록하는 기업이다. 다만 매출액은 점차 줄어드는 추세이다. 특히 2015년도에는 경기가 좋지 못하여 PTA, PX 등의 수요가 줄어 사업에 어려움을 겪고 있으며 중국 회사들과의 경쟁 역시 사업의 위험 요소로 부각되고 있다.
증시에서는 주가가 100만원을 넘는 소위 '황제주' 중의 하나로, 그에 따른 거래 위축에 대한 논란이 있다. 실제 태광산업의 하루 평균 거래대금은 시가총액 1조 5천억에 달하는 대기업에 걸맞지 않게 5억원 남짓한 아주 적은 수준이다.

## 역사
1950년 10월 동양실업을 인수하여 1954년 7월 태광산업사로 창립한 뒤 1961년 9월 지금의 상호로 법인전환하였다. 1969년 8월 동래공장을 준공하였고, 1971년 8월 동양합섬(주)을 흡수합병하였으며, 1975년 12월 증권거래소에 주식을 상장하였다. 1978년에 천일사를 인수하였다가 1983년 12월 태광전자(주)를 흡수합병하였고, 1991~1993년에는 경주·신평 등지에 공장을 신설한 데 이어 광진섬유공업(주)을 흡수합병하였다. 1995년부터는 석유화학공장을 준공하여 화학섬유산업에 주력하였다. 2003년 4월 중국에 태광화섬(성숙)유한공사, 2004년에 사후관리 위탁 업체인 에이에스텍을 잇따라 설립하였다. 2005년 12월에는 사업성 악화로 인하여 전자사업을 중단하고 사후관리체계로 전환함과 함께 안양공장을 매각하였으며, 2008년 11월에는 종합유선 방송사업자인 티브로드홀딩스를 출범시켰다.
주요 사업은 나일론·아크릴·면방사·직물 등의 합성섬유 제품, 화학섬유의 핵심 원료인 PTA(고순도 테레프탈산)·AN(아크릴로나이트릴) 등 석유화학 제품의 제조 및 판매업, 기타 임대업이다. 태광그룹의 모기업으로서 대한화섬(주), (주)세광패션, 서한물산(주), 태광관광개발(주), 흥국화재해상보험(주), 흥국생명보험(주), 흥국증권(주), (주)티시스, (주)에스티임, (주)메르뱅 등 30여개의 계열회사가 있다.
반여공장은 3조3교대 근무 시스템을 7조 3교대로 변경, 신규 인력을 채용했다.

## 역대 CEO
- 1대 이임용 (창업주 ; 1961[3][4] ~ 1996년)
- 2대 이기화 (1997 ~ 2004년)
- 3대 이호진 (2004 ~ 2012년)
- 이식진 - 부회장 (故 이임용 창업주 장남, 1997 ~ 2004년)

## 같이 보기
- 티브로드(매각)
- 티캐스트
- 태광그룹